# Elias Olsson
Elias Oskar Olsson (ur. 23 kwietnia 2003 w Arlöv) – szwedzki piłkarz występujący na pozycji środkowego obrońcy w polskim klubie Lechia Gdańsk.

## Kariera klubowa

### Husie IF
W sezonie 2017, 14-letni Olsson dołączył do drużyny A Husie IF. Przez lata spędzone w Husie za Olssonem goniło kilka większych klubów – takich jak Feyenoord, Midtjylland i IFK Göteborg – ale jesienią 2018 roku ostatecznie wybór padł pomiędzy Malmö FF i Kalmar FF.

### Kalmar FF
W listopadzie 2018 r. Olsson podpisał kontrakt z Kalmar FF.

### Wypożyczenia
31 sierpnia 2021 r. Olsson został wypożyczony do holenderskiej drużyny FC Groningen. 
14 lipca 2022 r. został wypożyczony do Næstved BK.

### Lechia Gdańsk
11 sierpnia 2023 roku podpisał kontrakt z Lechią Gdańsk. Zadebiutował w meczu przeciwko Zniczowi Pruszków i w tym meczu strzelił gola. W sezonie 2023/24 zagrał w 30 meczach i zdobył 2 bramki.

## Statystyki
(aktualne na dzień 20 lipca 2024)
| Klub                | Sezon              | Liga                       | Liga  | Liga   | Puchar kraju | Puchar kraju | Europa | Europa | Suma  | Suma   |
| Klub                | Sezon              | Liga                       | Mecze | Bramki | Mecze        | Bramki       | Mecze  | Bramki | Mecze | Bramki |
| ------------------- | ------------------ | -------------------------- | ----- | ------ | ------------ | ------------ | ------ | ------ | ----- | ------ |
| Husie IF            | 2017               | Division 5 Sydvästra Skåne | 8     | 2      | –            | –            | –      | –      | 8     | 2      |
| Husie IF            | 2018               | Division 5 Västra Skåne    | 15    | 4      | –            | –            | –      | –      | 15    | 4      |
| Ogólnie             | Ogólnie            | Ogólnie                    | 23    | 6      | –            | –            | –      | –      | 23    | 6      |
| IFK Malmö           | 2019               | Division 2 Västra Götaland | 7     | 0      | –            | –            | –      | –      | 7     | 0      |
| Ogólnie             | Ogólnie            | Ogólnie                    | 7     | 0      | –            | –            | –      | –      | 7     | 0      |
| Kalmar FF           | 2021               | Allsvenskan                | 5     | 0      | 4            | 0            | –      | –      | 9     | 0      |
| Ogólnie             | Ogólnie            | Ogólnie                    | 5     | 0      | 4            | 0            | –      | –      | 9     | 0      |
| FC Groningen (wyp.) | 2021/2022          | Eredivisie                 | 1     | 0      | 1            | 0            | –      | –      | 2     | 0      |
| Ogólnie             | Ogólnie            | Ogólnie                    | 1     | 0      | 1            | 0            | –      | –      | 2     | 0      |
| Næstved BK (wyp.)   | 2022/2023          | 1. division                | 10    | 0      | 3            | 0            | –      | –      | 13    | 0      |
| Ogólnie             | Ogólnie            | Ogólnie                    | 10    | 0      | 3            | 0            | –      | –      | 13    | 0      |
| Lechia Gdańsk       | 2023/24            | I liga                     | 30    | 2      | 1            | 0            | –      | –      | 31    | 2      |
| Lechia Gdańsk       | 2024/25            | Ekstraklasa                | 1     | 0      | 0            | 0            | –      | –      | 1     | 0      |
| Ogólnie             | Ogólnie            | Ogólnie                    | 31    | 2      | 1            | 0            | –      | –      | 32    | 2      |
| Ogólnie w karierze  | Ogólnie w karierze | Ogólnie w karierze         | 77    | 8      | 9            | 0            | –      | –      | 86    | 8      |